# Кикерон (Француска)
Кикерон (фр. Cuqueron) насеље је и општина у југозападној Француској у региону Аквитанија, у департману Атлантски Пиринеји која припада префектури Олорон Сен Мари.
По подацима из 2011. године у општини је живело 182 становника, а густина насељености је износила 52,3 становника/km². Општина се простире на површини од 3,48 km². Налази се на средњој надморској висини од 203 метара (максималној 290 m, а минималној 134 m).

## Демографија
| 1962. | 1968. | 1975. | 1982. | 1990. | 1999. | 2011. |
| ----- | ----- | ----- | ----- | ----- | ----- | ----- |
| 167   | 157   | 141   | 174   | 194   | 225   | 182   |

График промене броја становника у току последњих година